# Gare de Wihr-au-Val - Soultzbach-les-Bains
La gare de Wihr-au-Val - Soultzbach-les-Bains est une gare ferroviaire française de la ligne de Colmar-Central à Metzeral, située sur le territoire de la commune de Wihr-au-Val, à proximité de celle de Soultzbach-les-Bains dans le département du Haut-Rhin en région Grand Est.
C'est une halte voyageurs de la Société nationale des chemins de fer français (SNCF).

## Situation ferroviaire
Établie à 310 mètres d'altitude, la gare de Wihr-au-Val - Soultzbach-les-Bains est située au point kilométrique (PK) 12,730 de la ligne de Colmar-Central à Metzeral, entre les gares de Walbach-La-Forge et de Gunsbach - Griesbach.

## Histoire
Mise en service de la ligne de train Colmar-Munster en 1868. Le bâtiment actuelle de la gare de Wihr-au-Val/Soultzbach-les-bains date de 1956 d'après IGN.

## Fréquentation
De 2015 à 2024, selon les estimations de la SNCF, la fréquentation annuelle de la gare s'élève aux nombres indiqués dans le tableau ci-dessous.
| Année     | 2015   | 2016   | 2017   | 2018   | 2019   | 2020   | 2021   | 2022   | 2023   | 2024   |
| --------- | ------ | ------ | ------ | ------ | ------ | ------ | ------ | ------ | ------ | ------ |
| Voyageurs | 38 570 | 38 444 | 41 448 | 36 849 | 40 307 | 36 875 | 40 428 | 43 562 | 44 542 | 50 783 |

## Service des voyageurs

### Accueil
C'est une halte SNCF, un point d'arrêt non géré (PANG) à entrée libre. 

### Desserte
Wihr-au-Val - Soultzbach-les-Bains est desservie par des trains TER Grand Est de la relation Colmar-Metzeral (ligne 19).

### Intermodalité
Un parc pour les vélos et un parking pour les véhicules y sont aménagés.